# Alluaudomyia wansoni
Alluaudomyia wansoni är en tvåvingeart som beskrevs av Meillon 1939. Alluaudomyia wansoni ingår i släktet Alluaudomyia och familjen svidknott.
Artens utbredningsområde är Kongo. Inga underarter finns listade i Catalogue of Life.